# شری، شری لیدی
«بانوی قشنگ و نازنین» یا «شِری، شِری لِیدی» (به انگلیسی: Cheri, Cheri Lady) تنها تک‌آهنگ دومین آلبوم مدرن تاکینگ بیا از عشق بگوییم است. این ترانه بعد از ترانه‌های «تو قلب منی، تو روح منی» و «بخواهی برنده می‌شوی» در رتبه سوم در آلمان قرار گرفت. ترانه «شری، شری لیدی» در ۲ سپتامبر ۱۹۸۵ به بازار عرضه شد اما در آلمان در ۱ نوامبر ۱۹۸۵ به اوج خود رسید.
این تک‌آهنگ در چارت‌های اتریش، آلمان، نروژ در رتبه اول و در چارت‌های سوئد جزو ده ترانه اول قرار گرفت. چند سال بعد از ارائه این آهنگ به بازار این آهنگ روتوش شد و ورژن جدیدی گرفت و در بازار منتشر شد.
این ترانه در آلمان و فرانسه به تعداد ۲۵۰٫۰۰۰ فروش رفت.

## انتشار
- نسخه اولیه ارائه شده=۳:۴۵
- ویرایش اول=۳:۳۷

### حجم بالای بازسازی شده
- شری، شری لیدی (ورژن رقص ایروبیک)

## رتبه‌ها
| نام کشور | رتبه |
| -------- | ---- |
| اتریش    | ۱    |
| بلژیک    | ۳    |
| فرانسه   | ۱۸   |
| آلمان    | ۱    |
| ایتالیا  | ۱۰   |
| هلند     | ۱۰   |
| نروژ     | ۱    |
| اسپانیا  | ۱    |
| سوییس    | ۳    |

## شری، شری لیدی۹۸
«شری، شری لیدی۹۸» ورژنی بازسازی شده از ترانه است که در هفتمین آلبوم استودیویی مدرن تاکینگ در سال ۱۹۹۸ منتشر شد. سبک این ترانه دنس پاپ است و برای ایروبیک استفاده می‌شود.